# Dwergezel

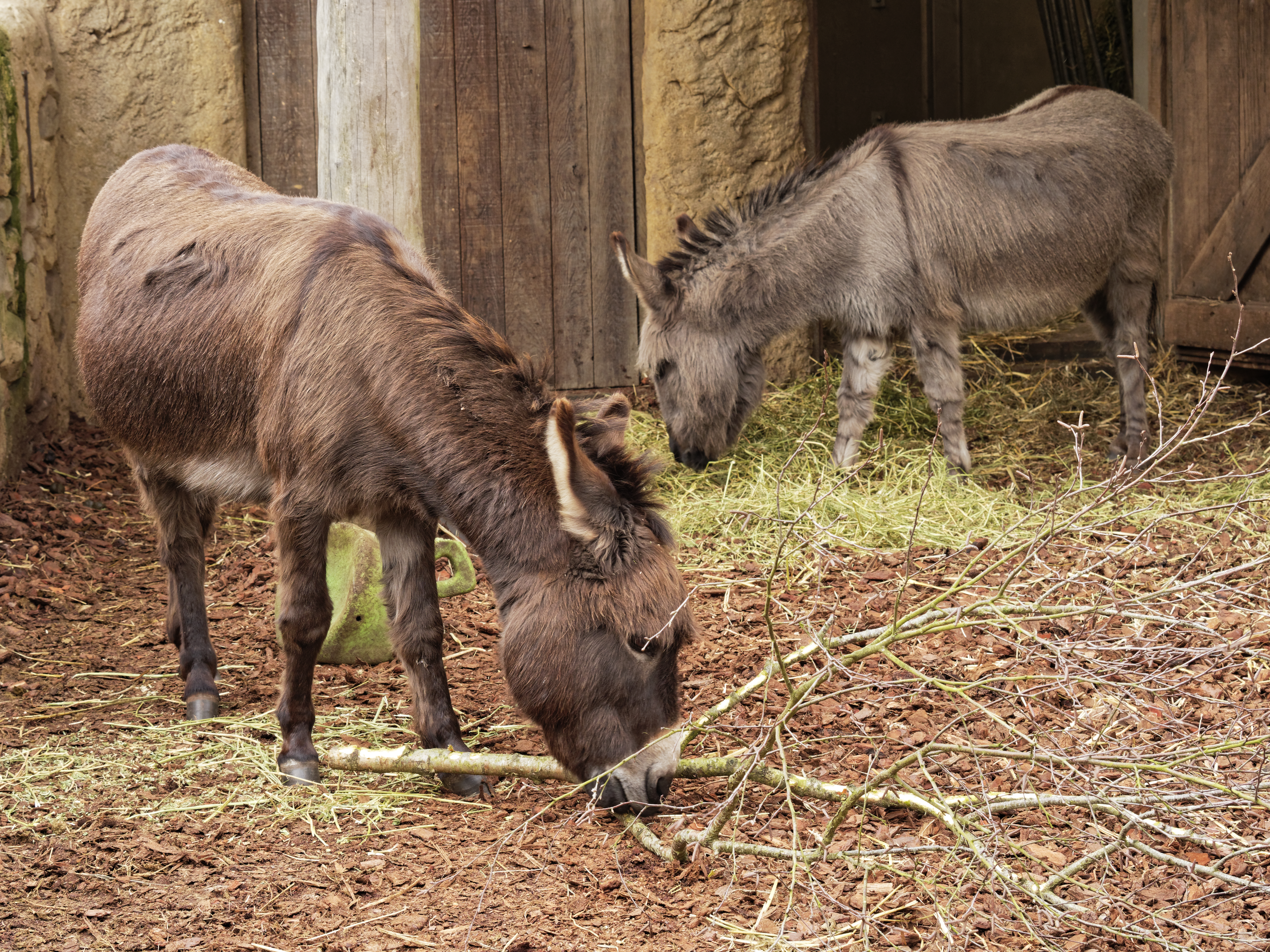
Dwergezels in Wildlands Adventure Zoo Emmen.

De dwergezel komt van oorsprong van de Italiaanse eilanden Sicilië en Sardinië waar ze als lastdier gebruikt werden.
De kleine ezels waren goed aangepast aan het bergachtige gebied en de smalle straatjes op deze eilanden. In de loop van de twintigste eeuw werden de ezels op de eilanden verdrongen door machines en voertuigen. Tegenwoordig is het een zeldzaam ras. Ze staan aan de basis van de Amerikaanse mini-ezel.
De dwergezel heeft een schofthoogte van maximaal 91 cm. Dwergezels zijn erg sociale dieren en houden van aandacht.